# Atletica leggera ai Giochi della XXVIII Olimpiade - Salto con l'asta femminile

Video della Finale

Il salto con l'asta ha fatto parte del programma di atletica leggera femminile ai Giochi della XXVIII Olimpiade. La competizione si è svolta nei giorni 21 e 24 agosto 2004 allo Stadio Olimpico di Atene.

## Presenze ed assenze delle campionesse in carica
| Competizione         | Atleta             | Prestazione | Atene 2004 |
| -------------------- | ------------------ | ----------- | ---------- |
| Olimpiadi 2000       | Stacy Dragila      | 4,60 m      | Presente   |
| Commonwealth 2002    | Tatiana Grigorieva | 4,35 m      | Assente    |
| Europei 2002         | Svetlana Feofanova | 4,60 m      | Presente   |
| Coppa del mondo 2002 | Annika Becker      | 4,55 m      | Non selez. |
| Asiatici 2002        | Gao Shuying        | 4,35 m      | Presente   |
| Panamericani 2003    | Melissa Mueller    | 4,40 m      | Non qual.  |
| Mondiali 2003        | Svetlana Feofanova | 4,75 m      | Presente   |
|                      |                    |             |            |
| Mondiali junior 2000 | Elena Isinbaeva    | 4,20 m      | Presente   |

## Turno eliminatorio
Qualificazione4,45 m
Solo 3 atlete ottengono la misura richiesta. Vengono ripescati i 9 migliori salti.

Stacy Dragila, la campionessa in carica, non va oltre 4,30 e manca la qualificazione.

## Finale
Stadio olimpico, domenica 24 agosto, ore 20:55.
La protagonista della gara è la primatista mondiale Elena Isinbaieva, favorita d'obbligo.

La russa però ha un'incertezza a 4,70, quando sbaglia la prima prova e scende in seconda posizione, dietro la connazionale Svetlana Feofanova, che non ha commesso errori. Riserva il secondo tentativo a 4,75, ma l'incertezza diventa brivido quando sbaglia di nuovo. Perso per perso, prova i 4,80; questa volta fa centro. La Feofanova invece sbaglia, passando in seconda posizione. Le parti s'invertono: ora è la Feofanova ad alzare l'asticella per il secondo tentativo. Chiede 4,85, ma sbaglia (mentre l'Isinbaieva non ha problemi).

Per la Feofanova resta un solo tentativo a 4,90. Dovrebbe fare il proprio personale, ma sbaglia per la terza volta e viene eliminata.

L'Isinbaieva, che dopo aver corso un rischio enorme si è messa l'oro al collo, si scopre in giornata di grazia e centra il nuovo record del mondo: 4,91 al primo salto.
Undici atlete hanno superato 4,40 m, quantità mai raggiunta prima in una gara di asta femminile.
| Pos       | Paese e Atleta         | 4,00 | 4,20 | 4,40 | 4,55 | 4,65 | 4,70 | 4,75 | 4,80 | 4,85 | 4,90 | 4,91 | Misura | Note            |
| --------- | ---------------------- | ---- | ---- | ---- | ---- | ---- | ---- | ---- | ---- | ---- | ---- | ---- | ------ | --------------- |
|           | Elena Isinbaeva        |      |      | O    | O    | O    | X-   | X-   | O    | O    |      | O    | 4,91   | Record mondiale |
|           | Svetlana Feofanova     |      |      | O    | O    | O    | O    | XO   | X-   | X-   | X    |      | 4,75   |                 |
|           | Anna Rogowska          |      | O    | O    | XXO  | O    | O    | XXX  |      |      |      |      | 4,70   |                 |
| 4         | Monika Pyrek           |      | O    | O    | O    | XXX  |      |      |      |      |      |      | 4,55   |                 |
| 5         | Thórey Edda Elisdóttir |      | O    | XXO  | XO   | XX-  | X    |      |      |      |      |      | 4,55   |                 |
| 6         | Vanessa Boslak         |      | O    | O    | XXX  |      |      |      |      |      |      |      | 4,40   |                 |
| 6 ex æquo | Anzhela Balakhonova    |      | O    | O    | XXX  |      |      |      |      |      |      |      | 4,40   |                 |
| 6 ex æquo | Naroa Agirre           | O    | O    | O    | XXX  |      |      |      |      |      |      |      | 4,40   |                 |
| 6 ex æquo | Dana Ellis             |      | O    | O    | XXX  |      |      |      |      |      |      |      | 4,40   |                 |
| 10        | Stephanie McCann       |      | XO   | O    | XXX  |      |      |      |      |      |      |      | 4,40   |                 |
| 11        | Pavla Hamácková        | O    | O    | XXO  | XXX  |      |      |      |      |      |      |      | 4,40   |                 |
| 12        | Kateřina Baďurová      | O    | XO   | XXX  |      |      |      |      |      |      |      |      | 4,20   |                 |
| 13        | Alejandra García       | O    | XXO  | XXX  |      |      |      |      |      |      |      |      | 4,20   |                 |
| 13        | Silke Spiegelburg      | O    | XXO  | XXX  |      |      |      |      |      |      |      |      | 4,20   |                 |
| NC        | Dana Cervantes         |      |      | XXX  |      |      |      |      |      |      |      |      | N.M.   |                 |